# Бухтівецько-Бистрицький
Бухтіве́цько-Би́стрицький — водоспад в Українських Карпатах, на річці Бухтівець (ліва притока Бистриці Надвірнянської). Розташований у Надвірнянському районі Івано-Франківської області, поруч з центральною частиною села Пасічна. 
Загальна висота перепаду води — 3 м. Водоспад утворився в місці, де річка перетинає скельний масив пластового типу, утворений стійкими до ерозії пісковиками. 
Водоспад розташований у самому гирлі Бухтівця — вода річки стікає з водоспаду прямо в Бистрицю Надвірнянську.